# Selección de fútbol sub-15 de España
La selección de fútbol sub-15 de España es el equipo formado por jugadores de nacionalidad española menores de 15 años de edad, que representó a la Real Federación Española de Fútbol en la Copa de Naciones Sub-15, un primer intento por organizar una Copa Mundial de Fútbol Sub-15.
Con motivo de ese anhelo de la FIFA por crear un Mundial Sub-15, la selección española recuperó la categoría inferior sub-15 existente de 1989 a 2007, para competir en un primer intento por dar forma a dicha competición.
Este, se inició con la disputa de un torneo internacional amistoso que se celebró en México en el verano de 2012 entre selecciones de dicha categoría bajo el nombre de la ya citada Copa de Naciones
Se retomaba así el equipo Sub-15 de España, que no competía desde 2007, cuando lo hizo en el Torneo Villa de Santiago del Teide del que ha salido campeón en cinco ocasiones consecutivas. Fue la primera vez que tuvieron oportunidad los técnicos de la selección española de ver qué tal se desenvolvía esta generación en competición, con la que ya empezaron a trabajar en vistas de lo que puedan ofrecer en sucesivos años antes de dar el salto a las categorías superiores. Con la llegada de nuevas estrellas la selección debutó contra México en julio de 2018 iniciando una gran participación con el nuevo capitán Diego Ernesto Santiago.

## Jugadores
La categoría sub-15 es la benjamina de las distintas categorías de la selección española. Los jugadores han de ser menores de 15 años, pero a pesar de su corta edad, grandes futbolistas empezaron a destacar en dicha categoría como: Fernando Torres, Koke, Marc Muniesa, Pablo Sarabia o Dani Carvajal entre otros.

## Resultados

### Juegos Olímpicos de la Juventud
| Año               | Ronda                                      | Posición                                   | PJ                                         | PG                                         | PE                                         | PP                                         | GF                                         | GC                                         |                                            |
| ----------------- | ------------------------------------------ | ------------------------------------------ | ------------------------------------------ | ------------------------------------------ | ------------------------------------------ | ------------------------------------------ | ------------------------------------------ | ------------------------------------------ | ------------------------------------------ |
| Singapur 2010     | Los equipos participantes fueron invitados | Los equipos participantes fueron invitados | Los equipos participantes fueron invitados | Los equipos participantes fueron invitados | Los equipos participantes fueron invitados | Los equipos participantes fueron invitados | Los equipos participantes fueron invitados | Los equipos participantes fueron invitados | Los equipos participantes fueron invitados |
| Nankín 2014       | Los equipos participantes fueron invitados | Los equipos participantes fueron invitados | Los equipos participantes fueron invitados | Los equipos participantes fueron invitados | Los equipos participantes fueron invitados | Los equipos participantes fueron invitados | Los equipos participantes fueron invitados | Los equipos participantes fueron invitados | Los equipos participantes fueron invitados |
| Buenos Aires 2018 | No hubo competición de futbol              | No hubo competición de futbol              | No hubo competición de futbol              | No hubo competición de futbol              | No hubo competición de futbol              | No hubo competición de futbol              | No hubo competición de futbol              | No hubo competición de futbol              | No hubo competición de futbol              |

Leyenda: PJ: Partidos jugados; G: Partidos ganados; E: Partidos empatados; P: Partidos perdidos; GF: Goles a favor; GC: Goles en contra.

### Copa del Mundo Sub-15
| Año         | Ronda        | Posición | PJ | PG | PE | PP | GF | GC |
| ----------- | ------------ | -------- | -- | -- | -- | -- | -- | -- |
| México 2012 | Tercer lugar | 3.º      | 4  | 3  | 1  | 0  | 9  | 4  |
| Total       | 1/1          | 3.º      | 4  | 3  | 1  | 0  | 9  | 4  |

## Palmarés
- Copa de Naciones:
  - Tercer puesto (1): 2012.
- Torneo Villa de Santiago del Teide (5): 2003, 2004, 2005, 2006, 2007.[3]